# John Parrott
John Parrott (Liverpool, 11 maggio 1964) è un giocatore di snooker inglese.
Fino all'età di dodici anni Parrott era un appassionato giocatore di bocce, ma dopo aver scoperto lo snooker ne divenne subito un promettente giocatore. All'età di quindici anni il suo talento venne notato da Phil Miller, che sarebbe diventato per lungo tempo il suo manager, fino dal 1980. I successi di Parrott iniziarono in giovanissima età. Nel 1980 perse la finale del campionato inglese Under-16 e vinse il Campionato Pontins Junior nel 1981. Fu campione Pontins Open nel 1982, campione Junior Pot Black nel 1982 e nel 1983, vincendo 14 tornei nel suo ultimo anno come giocatore dilettante.
Diventato professionista nel 1983 fece il suo debutto durante il Classic del 1984 in cui giocò contro Alex Higgins negli ottavi di finale davanti a una platea gremita a Warrington nei pressi della sua città natale, Liverpool, suscitando grande scalpore quando vinse la partita 5-2. Nel turno successivo sconfisse Tony Knowles prima di perdere con Steve Davis in semifinale. A quel punto, i bookmakers avevano stimato che sarebbe diventato campione del mondo entro cinque anni, in effetti gliene occorsero sette. Ha conquistato il suo primo titolo di ranking nell'European Open del 1989 e lo ha difeso nel 1990 vincendo contro Stephen Hendry.
Dal 1984 al 2004 Parrott è sempre stato presente ai campionati del mondo, raggiungendo almeno gli ottavi di finale dal 1985 al 1995 e conquistando il suo primo e unico titolo nel 1991, battendo nella finale Jimmy White. Nello stesso anno, replicando la vittoria in finale su White, si aggiudicò anche l'UK Championship.
L'anno successivo realizzò il suo maximum break (147) al torneo professionistico Matchroom League.
Parrott vanta anche 14 stagioni consecutive nella top 16 del ranking mondiale snooker, undici dei quali nei primi sei.
Non riuscì a qualificarsi nei mondiali del 2005 ma raggiunse ancora gli ottavi di finale nel 2007, sconfiggendo tra gli altri Steve Davis.
Nel 2010 è finito fuori dai primi 64 del ranking mondiale, cosa che non gli assicurava più un posto nei principali tornei della stagione 2010/2011. Poco dopo Parrott ha annunciato il ritiro dal gioco professionistico.
Parrott ha comunque ancora partecipato alle qualificazioni del campionato mondiale 2012, perdendo contro Patrick Wallace.
Svolge anche l'attività di analista e commentatore televisivo per BBC Sport, spesso in coppia con Steve Davis.